# Кестенка
Кестенката (Chromis chromis) е риба от семейство Помацентриди.
Обитава крайбрежни води на дълбочина до 35 m и в близост до скалисти участъци от дъното.
В миналото в Черно море е била рядък вид, но през последните години драстично увеличава популацията си.

## Описание
На дължина достига 15 cm, а максималното ѝ тегло е около 140 г. Главата е сравнително малка, очите са големи, устата е със средна дължина, но може да бъде по-издължена, зъбите са малки остри – в три реда и по двете челюсти.
Главата и тялото са покрити с люспи, като по тялото са едри. На цвят възрастните са кафяви, като люспите са с още по-тъмни краища, като понякога центърът на люспата е жълтеникав. Младите индивиди са сини с ивици по тялото и перките.
Храни се със зоопланктон и бентос. Обикновено живеят по 7 години.